# STSAT-2C
STSAT-2C, acronimo per Science and Technology Satellite-2C, era un satellite sudcoreano. È stato il primo satellite lanciato con successo dal territorio della Corea del Sud. Precedentemente la Corea del Sud aveva lanciato il satellite Kitsat-1, messo in orbita dal Centro spaziale guyanese con un lanciatore Ariane.
STSAT-2C, con una massa di 100 Kg, è stato realizzato dall'Istituto coreano di ricerca aerospaziale. Il lancio è stato effettuato dal Cosmodromo di Naro il 30 gennaio 2013 con il razzo vettore Naro-1, sviluppato dalla Corea del Sud in collaborazione con la Russia.
Il satellite, collocato in orbita terrestre bassa, aveva una durata programmata di un anno e doveva effettuare alcuni esperimenti scientifici, con lo scopo di misurare i livelli di plasma e di radiazioni nell'ambiente spaziale vicino alla Terra e di sperimentare nuove tecnologie spaziali. Il satellite aveva a bordo sei strumenti: un riflettore laser per seguire il satellite con precisione tramite telemetria laser, un rilevatore di radiazioni, una sonda Langmuir per determinare la densità e la temperatura degli elettroni, un sensore per la radiazione infrarossa, una ruota di reazione e un laser a femtosecondi per la verifica delle nuove tecnologie spaziali.
Il satellite è rientrato nell'atmosfera il 13 novembre 2019.